# Solaia
Solaia is een kevergeslacht uit de familie van de boktorren (Cerambycidae). De wetenschappelijke naam van het geslacht werd voor het eerst geldig gepubliceerd in 2003 door Sama.

## Soorten
Solaia is monotypisch en omvat slechts de volgende soort:
- Solaia antonellae Sama, 2003